# Лондон 1927 (шаховий турнір)
Лондон 1927 — міжнародний шаховий турнір, який проходив від 10 до 24 жовтня. Організатором турніру був Лондонський шаховий клуб.

## Підсумки
- 1 — 2. Арон Німцович, Ксавери Тартаковер — по 8 очок з 11;
- 3. Френк Маршалл — 7½;
- 4. Мілан Відмар — 7;
- 5. Юхим Боголюбов — 6½;
- 6 — 7. Ріхард Реті, Вільям Вінтер — по 5½;
- 8. Едґар Колле — 4½;
- 9 — 11. В. Бюргер, Джордж Алан Томас, Фредерік Єйтс — по 3½;
- 12. Вільям Фейрхерст — 3.

Після закінчення змагання відбувся двоколовий турнір за участю 6 шахістів:
- 1. А. Німцович — 8½ очок з 10;
- 2. Ф. Єйтс — 6½;
- 3 — 4. В. Бюргер, В. Вінтер — по 5½;
- 5. М. Гольдштейн — 2½,
- 6. Дж. Моррісон — 1½.